# Museo comunale dell'Alta Valmarecchia toscana
Il Museo comunale dell'Alta Valmarecchia toscana è un museo di Badia Tedalda, in provincia di Arezzo, situato in via Alpe della Luna.

## Storia e descrizione
Il museo è stato fondato nel 2014, grazie allo sforzo congiunto del Comune di Badia Tedalda, della Pro Loco, e in collaborazione con la Parrocchia di San Michele Arcangelo, la Diocesi di Arezzo-Cortona-Sansepolcro, l'Unione Montana dei Comuni della Valtiberina Toscana, la Soprintendenza e la Provincia di Arezzo e la Regione Toscana.
Si compone di due nuclei principali. Il primo è naturalistico e didattico, dedicato all'illustrazione dei vari habitat naturalistici nell'Alpe della Luna, della flora, della fauna e delle tradizionali attività umane.
La seconda parte, posta nel seminterrato, è dedicata ai ritrovamenti mineralogici, fossili e archeologici della zona, oltre a un lapidario di materiali provenienti per lo più dall'antica chiesa di San Michele Arcangelo. Figurano in quest'ultima sezione un festone ad arco forse quattrocentesco, che ornava l'antico portale della chiesa, frammenti di capitelli e decorazioni architettoniche dall'XI al XVI secolo e una singolare lunetta monolitica con busto di Madonna, di gusto arcaico, detta "longobarda" ma forse da riferire al XII secolo.